# MVP 베이스볼
《MVP 베이스볼》(MVP Baseball)은 EA 스포츠에서 출시한 야구 게임 시리즈이다. 2003년, EA에서 출시했던 트리플 플레이 베이스볼의 후속작으로 출시되었다. 그러나 2005년에 MVP 2005를 출시한 뒤에는 MLB 라이센스를 획득하지 못하면서 2006년부터는 NCAA 베이스볼이 출시되었다.

## 게임 특징

### 선수
2005년까지, MVP 시리즈는 메이저 리그 베이스볼 선수 협회(MLBPA)에 가입한 모든 선수를 게임 상에 출현시킨다. 어떤 선수들은 협회에 가입하지 않아 각색되거나 생략되었다. 예를 들어 배리 본즈는 협회에 가입하지 않아 대신 게임 상에서는 '존 도우드'라는 선수가 대신 나왔다. 케빈 밀러도 역시 협회에 가입하지 않아 MVP 2004에는 생략되었고 MVP 2005에서는 '앤서니 프리즈'(Anthony Friese)라는 가상 선수로 대신 등장했다.
MVP 베이스볼 2004에서는 사용자가 마이너 리그 팀을 플레이할 수 있는 기능이 추가되었는데, 이 기능은 다음 해에 더 확장되었다. 랜디 존슨, 미겔 테하다, 알버트 푸홀스, 매니 라미레즈는 게임 표지 모델로 등장했었다. 테하다와 푸홀스는 시즌 MVP에 선정되었던 선수며, 존슨과 라미레즈는 월드 시리즈 MVP를 수상했었다. 특히 랜디 존슨은 5번 사이 영 상을 수상했었다.
EA는 지난 2000년대 중반 막강한 자금력을 바탕으로 장기 독점 계약으로 미국의 프로 리그 라이선스를 독식하는 작업에 착수했는데, 2004년에는 NFL의 독점 계약을 이끌어 내는데 성공했다. 그러자 'NFL 2K 시리즈'를 만들었던 테이크 투가 2005년 MLB 라이선스 장기 독점 계약에 성공했다. 이 결과, EA는 MVP 베이스볼 시리즈 대신 대학 야구 시리즈를 출시하기 시작했다. MVP 06: NCAA 베이스볼은 2006년 1월 말에, MVP 07: NCAA 베이스볼은 2007년 2월부터 판매되었으나, 이 시리즈는 2007년 이후 출시되지 않았다.

### 투구
2003년에 게임이 출시되었을 때, 게임에서의 제일 독창적인 부분 중의 하나는 투구이다. 그 전까지, 대부분의 야구 게임의 투구는 투구의 세기를 결정하기 위해 조금의 시간동안 버튼을 눌러야 했다. 하지만 MVP 시리즈에서는 먼저 구질을 고른 뒤 투구의 세기를 정하는 방법을 사용한다. 사용자는 게이지에 원하는 만큼 파워 세기를 채우고, 게이지의 초록색 부분에서 원하는 구질의 버튼을 누른다. 초록색 부분에 정확히 누를 수록 정확한 투구를 할 수 있다.

### 타격
스트라이크 존은 9개의 직사각형으로 나뉘는데, 각각의 직사각형은 각각의 색깔이 있는데, 빨강, 하양, 파랑이 있다. 빨강은 핫 존으로 타자가 잘치는 부분이고, 하양은 노말 존으로 타자가 칠 경우 보통의 결과가 나오는 부분, 파랑은 쿨존으로 타자가 못치는 부분이다.

## 각 팀의 능력치
각팀의 능력치는 공, 배트, 장갑, 신발로 표시되어, 배트 = 타격력 , 공 = 투수력 장갑 = 수비력 신발 = 주루력으로 나뉘게 된다. (시즌 진행 도중 바뀔수 있다.)
AL 서부
애너하임 에인절스 총합 3위 - 투수 8위 - 타격 9위 - 수비 2위 - 주루 3위(주요 선수 :데이비드 엑스타인, 트로이 퍼시벌)
오클랜드 애슬레틱스 총합 9위 - 투수 4위 - 타격 13위 - 수비 14위 - 주루 26위(주요 선수 : 미구엘 테하다, 배리 지토)
시애틀 매리너스 총합 5위 - 투수 12위 - 타격 11위 - 수비 1위 - 주루 2위(주요선수 : 제이미 모이어, 이치로)
텍사스 레인저스 총합 총합 18위 - 투수 26위 - 타격 6위 - 수비 4위 - 주루 27위(주요선수 : 박찬호, A-로드(알렉스 로드리게스))

## 같이 보기
- MVP 베이스볼 2003
- MVP 베이스볼 2004
- MVP 베이스볼 2005
- MVP 06: NCAA 베이스볼
- MVP 07: NCAA 베이스볼
- MVP 베이스볼 온라인